# Michał Kowalski (kolonista)
Michał Kowalski (ur. 1671 w Królewcu, zm. ?) – emigrant z Polski, żołnierz, pionier europejskiego osadnictwa i eksploracji Południowej Afryki. 

## Życiorys
W 1694 r. wstąpił na służbę w Holenderskiej Kompanii Wschodnioindyjskiej. Przybył do Kolonii Przylądkowej w styczniu 1695 r. na pokładzie okrętu Waalstoorm. W 1701 r. prócz służby w miejscowym garnizonie pracował także na farmie Jana Knuppela, kolonisty pochodzącego z Gdańska. W 1702 r. był jednym ze siedmiu współorganizatorów i przywódców (byli wśród nich także Tomasz Tyl z Warszawy i Jakub Holland z Królewca) pionierskiej wyprawy na wschód, w okolice rzeki Groot-Vis (dziś Prowincja Przylądkowa Wschodnia), ponad 700 km na wschód od Kapsztadu. W trakcie tej wyprawy brał udział w pierwszym bezpośrednim spotkaniu europejskich kolonistów z ludem Xhosa (plemię Cabuquas), które zakończyło się starciem zbrojnym zwycięskim dla kolonistów. W drodze powrotnej Kowalski wraz ze swymi towarzyszami uczestniczył w napaści na hotentockie plemieniu Inqua, a przy podziale zrabowanych wtedy łupów wszedł w posiadanie dużego stada bydła i owiec. W 1706 r. uzyskał status obywatela Kolonii Przylądkowej. W dokumentach występuje często jako Michiel Cowalsky.